# Hoplosaenidea scutellata
Hoplosaenidea scutellata là một loài bọ cánh cứng trong họ Chrysomelidae. Loài này được Reid miêu tả khoa học năm 2003.